# Jagdgeschwader 2
Il Jagdgeschwader 2  "Richthofen" (JG 2 - 2º stormo caccia), citato anche come Jagdgeschwader "Freiherr von Richthofen Nr. 2", fu un reparto aereo da caccia della Luftwaffe, l'aeronautica militare tedesca del periodo hitleriano, attivo dal 1939 al 1945. In servizio durante la seconda guerra mondiale, lo stormo fu inizialmente equipaggiato con il Messerschmitt Bf 109E (Emil) per poi passare al Focke-Wulf Fw 190.
Il reparto era intitolato alla memoria dell'asso dell'aviazione della prima guerra mondiale Manfred von Richthofen.

## Comandanti

### Geschwaderkommodore
- Major - Dipl.-Ing. Johann Raithel 1 aprile 1936 - 8 giugno 1936
- Oberst - Gerd von Massow, 9 giugno 1936 - 31 marzo 1940
- Oberst - Harry von Bülow-Bothkamp, 1 aprile 1940 - 2 settembre 1940
- Major - Wolfgang Schellmann, 2 settembre 1940 - 20 ottobre 1940
- Major - Helmut Wick, 20 ottobre 1940 - 28 novembre 1940 (MIA)
- Hauptmann - Karl-Heinz Greisert, 28 novembre 1940 - 16 febbraio 1941
- Major - Wilhelm Balthasar, 16 febbraio 1941 - 3 luglio 1941
- Oberstleutnant - Walter Oesau, 4 luglio 1941 - 1 luglio 1943
- Major - Egon Mayer, 1 luglio 1943 - 2 marzo 1944 (KIA)
- Major - Kurt Ubben, 2 marzo 1944 - 27 aprile 1944 (KIA)
- Oberstleutnant - Kurt Bühligen, 28 aprile 1944 - 8 maggio 1945

### Gruppenkommandeure

#### 1. Gruppo
- Oberstleutnant - Carl Vieck, 1 maggio 1939 - 17 ottobre 1939
- Hauptmann - Jürgen Roth, 17 ottobre 1939 - 22 giugno 1940
- Hauptmann - Henning Strümpell, 22 giugno 1940 - 9 settembre 1940
- Hauptmann - Helmut Wick, 9 settembre 1940 - 20 ottobre 1940
- Hauptmann - Karl-Heinz Krahl, 20 ottobre 1940 - 20 novembre 1941
- Hauptmann - Ignaz Prestele, 20 novembre 1941 - 4 maggio 1942
- Hauptmann - Erich Leie, 4 maggio 1942 - gennaio 1943
- Hauptmann - Helmut Bolz, gennaio 1943 - maggio 1943
- Hauptmann - Erich Hohagen, maggio 1943 - 28 settembre 1944
- Major - Walter Matoni, 28 settembre 1944 - dicembre 1944
- Hauptmann - Franz Karch, dicembre 1944 - febbraio 1945
- Hauptmann  -Franz Hrdlicka, febbraio 1945 - 25 marzo 1945
- Oberleutnant - Heinz Eichhoff, 26 marzo 1945 - maggio 1945

#### 2. Gruppo
- Hauptmann - Wolfgang Schellmann, novembre 1939 - 2 settembre 1940
- Hauptmann - Karl-Heinz Greisert, 2 settembre 1940 - 1 maggio 1942
- Hauptmann - Helmut-Felix Bolz, 1 maggio 1942 - dicembre 1942
- Oberleutnant - Adolf Dickfeld, dicembre 1942 - gennaio 1943
- Oberleutnant - Erich Rudorffer, gennaio 1943 - agosto 1943
- Hauptmann - Kurt Bühligen, agosto 1943 - maggio 1944
- Hauptmann - Georg Schröder, maggio 1944 - 1 gennaio 1945
- Major - Walter Matoni, 1 gennaio 1945 - febbraio 1945
- Hauptmann - Fritz Karch, febbraio 1945 - maggio 1945

#### 3. Gruppo
- Hauptmann - Dr. Erich Mix, 15 marzo 1940 - 26 settembre 1940
- Hauptmann - Otto Bertram, 26 settembre 1940 - ottobre 1940
- Hauptmann - Hans "Assi" Hahn, ottobre 1940 - novembre 1942
- Hauptmann - Egon Mayer, novembre 1942 - 1 luglio 1943
- Hauptmann - Bruno Stolle, 1 luglio 1943 - febbraio 1944
- Hauptmann - Herbert Huppertz, febbraio 1944 - 8 giugno 1944
- Hauptmann - Josef Wurmheller, 8 giugno 1944 - 23 giugno 1944
- Hauptmann - Siegfried Lemke, 23 giugno 1944

#### 4. Gruppo
- Hauptmann - Blumensaat, ottobre 1939